# Liste der Flughäfen in Tunesien

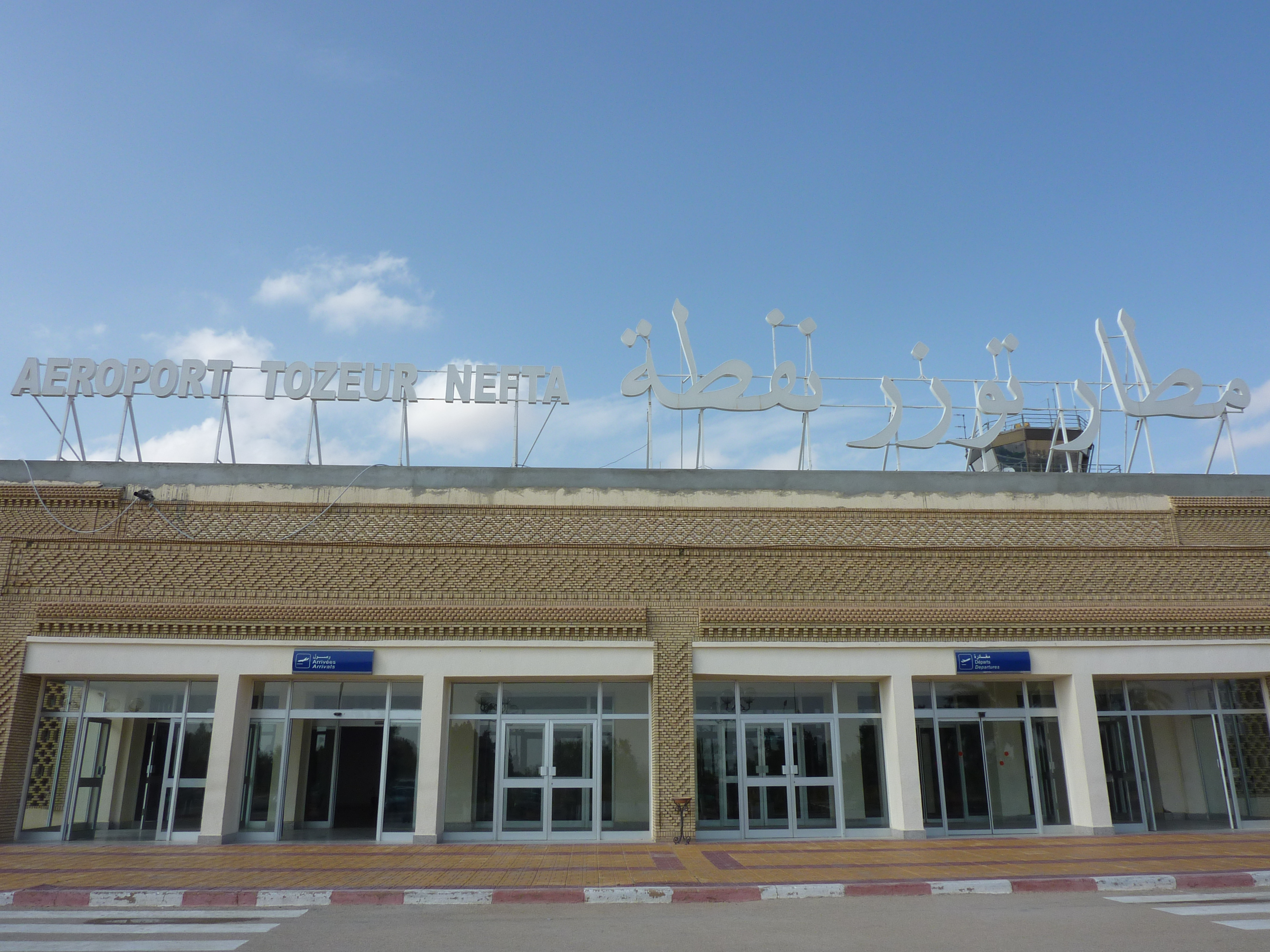
Flughafen Tozeur-Nefta

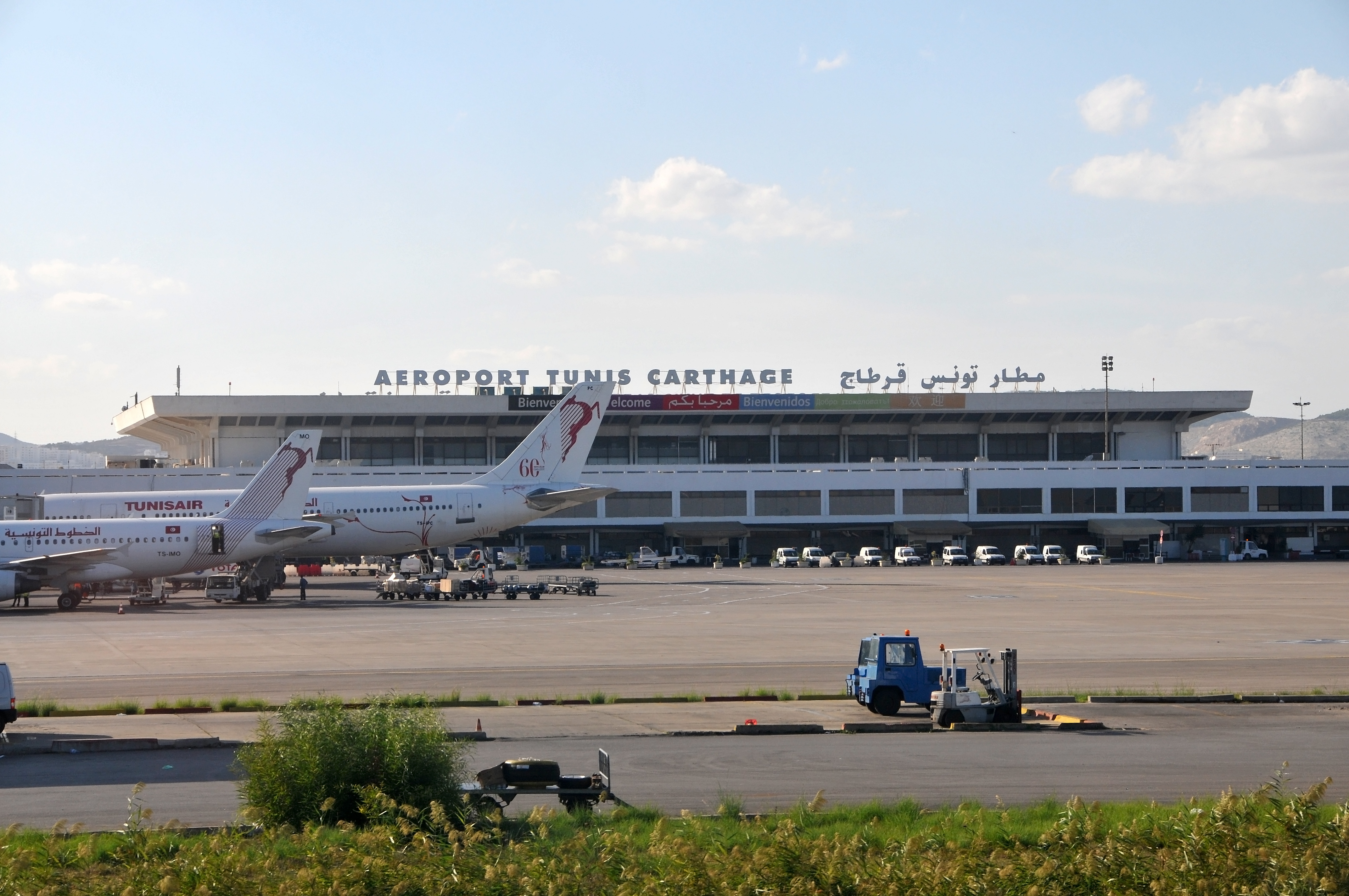
Flughafen Tunis

Dies ist eine Liste der Zivilflughäfen in Tunesien, alphabetisch sortiert nach Orten:
| Ort          | ICAO-Code | IATA-Code | Name des Flughafens          | Passagiere (2023) |
| ------------ | --------- | --------- | ---------------------------- | ----------------- |
| Bizerta      | DTTB      | OIZ       | Flughafen Sidi Ahmed         |                   |
| Borj El Amri | DTTI      |           | Flughafen Borj El Amri       |                   |
| Djerba       | DTTJ      | DJE       | Flughafen Djerba             | 1.964.347         |
| El Borma     | DTTR      | EBM       | Flughafen El Borma           |                   |
| Enfidha      | DTNZ      | NBE       | Flughafen Enfidha            | 800.000           |
| Gabès        | DTTG      | GAE       | Flughafen Gabes              |                   |
| Gafsa        | DTTF      | GAF       | Flughafen Gafsa              |                   |
| Kairouan     | DTTK      | QKN       | Flughafen Kairouan           |                   |
| Monastir     | DTMB      | MIR       | Habib Bourguiba Flughafen    | 1.500.000         |
| Sfax         | DTTX      | SFA       | Flughafen Thyna              | 173.984           |
| Tabarka      | DTKA      | TBJ       | Flughafen Tabarka-Aïn Draham |                   |
| Tozeur       | DTTZ      | TOE       | Flughafen Tozeur-Nefta       | 18.454            |
| Tunis        | DTTA      | TUN       | Flughafen Tunis              | 6.649.912         |